# Музей Эшмола

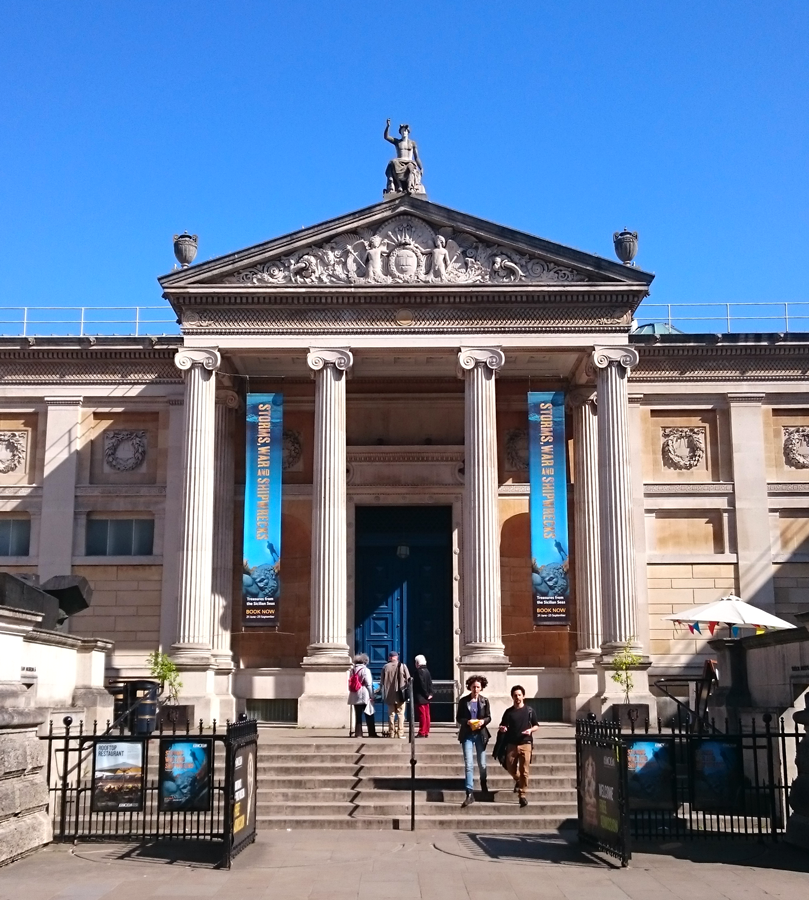
Портик главного фасада музейного здания

Эшмолеанский музей искусства и археологии (англ. Ashmolean Museum of Art and Archaeology) или Музей Эшмола (Эшмоловский/Эшмолеанский/Ашмолеанский музей) — старейший в мире общедоступный музей. Одно из четырёх музейных учреждений, действующих при Оксфордском университете в Англии. Изначально — коллекция редкостей, завещанных университету Элиасом Эшмолом (1677). Нынешнее здание музея возведено в 1841—1845 годах в стиле позднего классицизма (архитектор Ч. Р. Кокерелл).

## История
Первый в мире университетский музей открылся в 1683 году в компактном здании, спроектированном одним из учеников Кристофера Рена специально для хранения редкостей, завещанных университету Элиасом Эшмолом (1617—1692). Собирал Эшмоловскую коллекцию вовсе не Эшмол, а его товарищ Джон Традескант (1608—1652) и отец последнего.
В течение 150 лет Эшмоловский музей оставался средоточием оксфордских исследований в области естественных наук, но в XIX веке коллекции были перераспределены между четырьмя оксфордскими музеями. В старое здание въехал Музей истории науки, а собственно Эшмоловский музей был перепрофилирован в сторону археологии и искусства.
В новогодний вечер 1999 года из музея было украдено полотно Сезанна «Вид на Овер-сюр-Уаз», оценённое в 3 млн фунтов стерлингов. Картина до сих пор не найдена.

## Коллекции

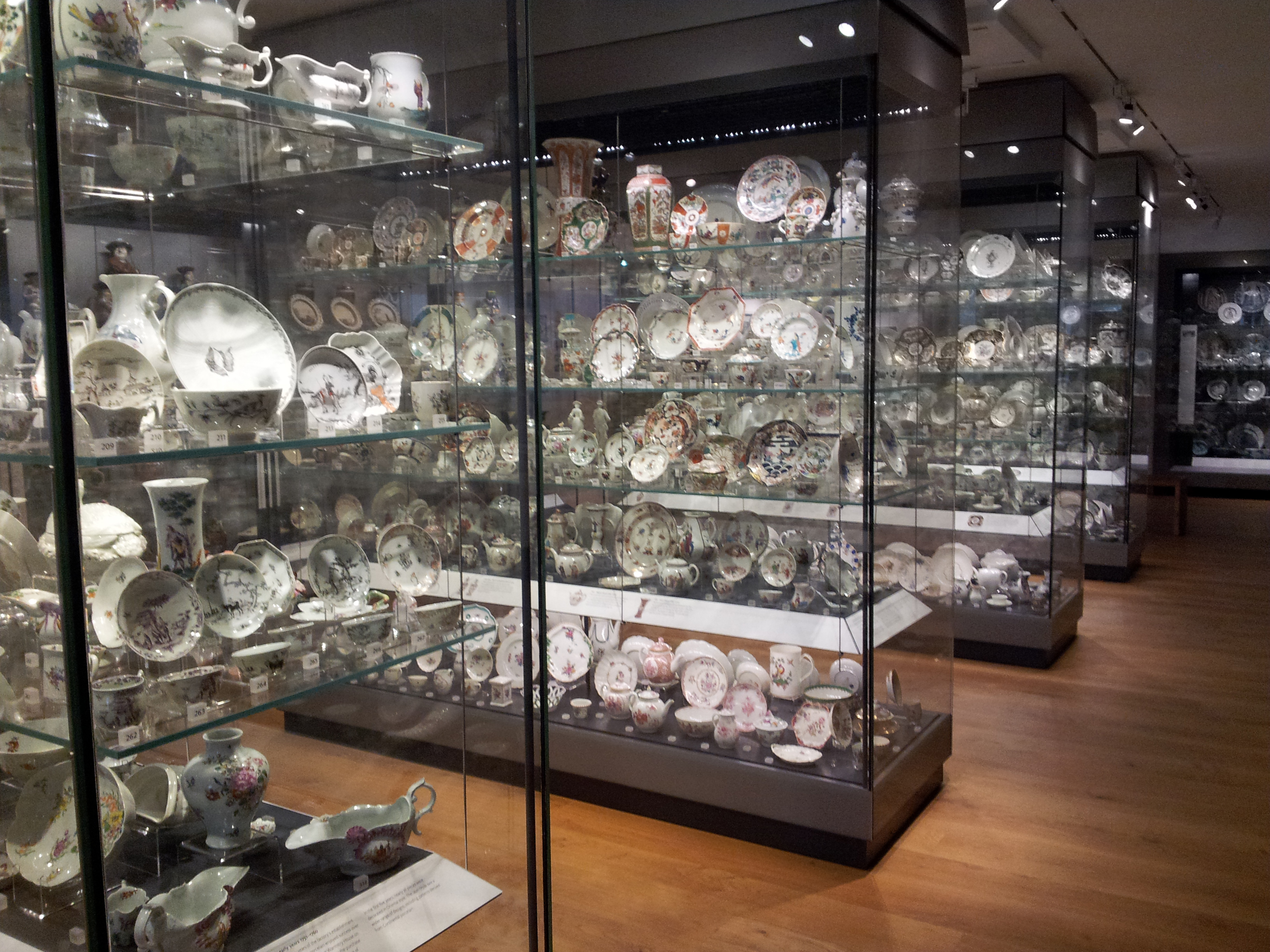
Зал западноевропейской керамики

Эшмоловский музей славится своим собранием древнеегипетского искусства и графики эпохи Возрождения (Микеланджело, Рафаэль, Леонардо да Винчи). В картинной галерее представлены Уччелло, Джорджоне, Рубенс, Рембрандт, Лоррен, Тёрнер, Ренуар и Пикассо.
Среди прочих раритетов — Паросский мрамор, скрипка Страдивари «Мессия», собранные Артуром Эвансом (куратор музея в 1884—1908 гг.) древности минойской эпохи, экспозиция старинных колец (одно из них, как считается, навеяло профессору Толкину «Властелина колец») и драгоценность Альфреда. Музей также располагает богатыми коллекциями старинных монет, средневекового оружия и доспехов.

Пьеро ди Козимо, "Лесной пожар", 1505.
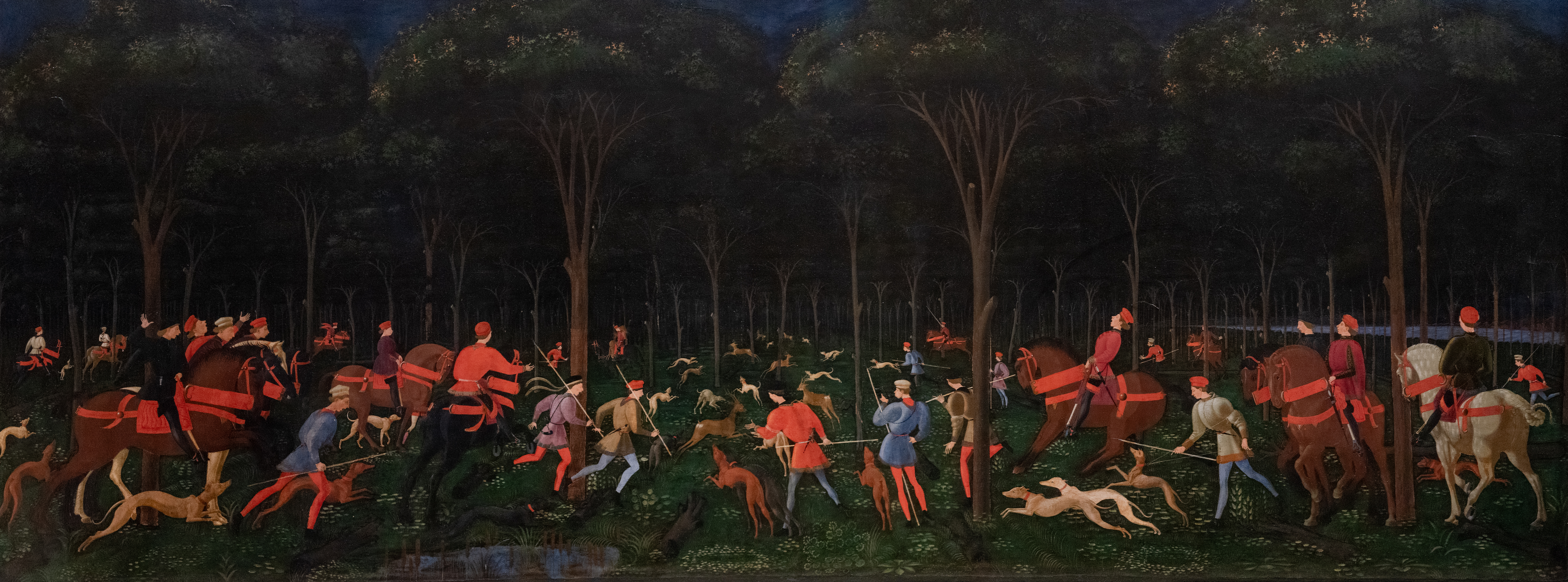
Паоло Уччелло, "Охота в лесу", 1470-е.

## Отдел Восточного искусства
Отдел Восточного искусства появился в Музее в 1962 году. Его коллекция была сформирована из экспонатов Индийского института и Музея восточного искусства, который функционировал при Индийском институте. Из наиболее значимых предметов можно выделить коллекцию верхней одежды из иката и вышитых головных уборов, некогда принадлежавших британскому исследователю и торговцу чаем Роберту Шоу, а также китайскую керамику. Впоследствии в Отдел были перенесены азиатские и африканские предметы из ранее существовавших отделов западного искусства и древностей, что способствовало созданию базы для коллекции японского и исламского искусства, а также большей известности и значимости собрания предметов азиатского искусства Музея Эшмола, включая искусство Узбекистана.

### Центральноазиатская коллекция
В Музее Эшмола широко представлены текстильные изделия из Узбекистана, регулярно выставляются поочередно в Галерее текстиля и Галерее азиатских перекрестков, призванных подчеркнуть мировые традиции и культурный обмен. В 2012—2014 годах Узбекская коллекция была пополнена иллюстрированной страницей рукописной копии «Юсуфа и Зулейхи» Джами, скопированной в Бухаре в 964 г.х./1557-1558 гг., и набором туркменских ковров, некоторые из которых также были выставлены в Галерее исламского Ближнего Востока Султана бин Абдуль Азиза ал-Сауда.

#### Книга-альбом
В 2020 году Всемирное общество по изучению, сохранению и популяризации культурного наследия Узбекистана при участии председателя попечительского совета Бахтиера Фазылова, председателя научного совета Эдварда Ртвеладзе, а также председателя правления Всемирного общества и руководителя проекта «Культурное наследие Узбекистана» Фирдавса Абдухаликова, предложило подготовить и опубликовать книгу-альбом из серии «Культурное наследие Узбекистана в собраниях мира» «Культурное наследие Узбекистана в собраниях Великобритании». Помимо Музея Эшмола, авторы проекта обратились в Британский музей к хранителям «Коллекции Баррела» в Глазго, Куратором книги-альбома стала директор Иранистического центра Колледжа Пемброк Кембриджского университета Фирюза Мелвилл, которая ранее принимала участие в подготовке книги-альбома «Искусство Центральной Азии в собраниях Кембриджского университета». Помимо Фирдавса Абдухаликова и Фирузы Мелвилл, авторами книги-альбома выступили британские специалисты, в том числе помощник хранителя и куратор исламского искусства в Музее Эшмола Франческа Леони.